# Hanshagen (powiat Vorpommern-Greifswald)
Hanshagen – miejscowość i gmina w Niemczech w kraju związkowym Meklemburgia-Pomorze Przednie, w powiecie Vorpommern-Greifswald, wchodzi w skład Związku Gmin Lubmin.
Przez teren gminy przebiega droga krajowa B109.